# Cemento armato (film)
Cemento armato è un film del 2007 diretto da Marco Martani.

## Trama
Diego Santini è un ragazzo di circa vent'anni che vive di piccoli reati e divide l'appartamento con la fidanzata Asia, che invece fa la cameriera e vorrebbe che anche il ragazzo si desse da fare per trovare una occupazione onesta. Una mattina Diego rimane bloccato nel traffico in sella a uno scooter rubato; comincia allora a superare le auto da destra spaccandone con il piede gli specchietti. Fra le macchine che danneggia c'è anche la Mercedes di Franco Zorzi, detto il Primario, boss narcotrafficante che ha in mano il crimine della Capitale, dalla droga alla prostituzione. L'uomo, irritato dal gesto, si intestardisce a volersi fare giustizia e cerca di rintracciare il ragazzo tramite la targa grazie a un suo infiltrato nella polizia, l'agente Silvio Cola, corrotto e indebitato con il Primario, il quale gli rivela presto che il motorino è rubato. Il Primario allora sguinzaglia i suoi uomini alla ricerca del ragazzo.
Di lì a poco, il Primario e la sua guardia del corpo Said sono a cena in un ristorante. Asia, cameriera del locale, non accetta le pesanti avance del boss, ignaro del fatto che la ragazza sia la fidanzata del giovane che sta cercando, e involontariamente lo sfida; il Primario e Said rispondono violentandola sotto lo sguardo impotente del proprietario del ristorante. Asia torna a casa da Diego e, ancora sconvolta, racconta al fidanzato che cosa è accaduto, ma lo prega di non reagire. Diego inizia invece a raccogliere informazioni su chi fossero i due uomini; lo illumina Pompo, ricettatore e sfasciacarrozze, il quale lo avvisa di lasciar perdere quella gente, avendo intuito di chi si tratta. Diego, aiutato da Samuele, il fratello minore di Asia, continua però la sua caccia all'uomo. Intanto il Primario, che per piccoli incarichi ogni tanto si serve di Puccio e Unca, nientemeno che due amici di Diego, li incarica di dare fuoco all'automobile dell'agente Cola per vendicarsi del fatto che non riesce a rintracciare chi guidasse quel motorino rubato. La targa del ciclomotore viene scritta sul marciapiedi accanto al veicolo in fiamme, e la polizia scatta alcune foto che arrivano anche al commissario Petacchi.
Cola, quando scopre perché il Primario sia così ossessionato da quella targa di motorino, ricorda di avere avuto a che fare con una goliardata simile tempo prima, e fa il nome di Diego Santini. Il Primario manda quindi Said a spezzare le gambe del ragazzo. L'uomo sorprende Diego mentre torna a casa, ma questi riesce a disarmarlo. L'intervento di Samuele è risolutivo, perché Diego ha l'occasione di prendere la pistola di Said e sparare all'uomo alla schiena, uccidendolo.
Conscio della gravità della situazione, Diego si dà alla fuga mentre Asia e Samuele vengono portati alla centrale di Polizia e interrogati da Petacchi. Questi, ascoltando il racconto dei due giovani, comincia ad avere chiara la situazione quando rispolvera le foto fatte all'auto di Cola e Samuele riconosce nella targa scritta sul marciapiedi quella del ciclomotore rubato da Diego: realizza quindi che c’è un oscuro legame tra il ragazzo e il poliziotto. Intanto la situazione precipita: il Primario, inferocito dalla morte di Said, sguinzaglia molti dei suoi uomini alla ricerca di Diego e, in prima persona, cerca informazioni presso Unca e Puccio; non trovandone, spara al primo e fa spezzare un braccio al secondo. Il killer Tanabuso, invece, malmena il Pompo e uccide Italia, ignara madre di Diego, il quale ne trova l'assassino e lo assale ferocemente senza pietà, uccidendolo con un posacenere.
In un bosco di periferia Diego alla fine affronta il Primario, rimasto isolato dopo aver mobilitato alcuni sgherri per trasferire un carico di droga, e uccide a sangue freddo un suo uomo. Si scopre anche che il padre di Diego anni prima fu ucciso proprio dal Primario. Diego sta per sparargli, ma l'intervento dell'agente Cola lo fa desistere e buttar via la pistola. Quando le cose volgono al peggio per il ragazzo interviene Petacchi, che aveva seguito le tracce del sospetto Cola, e lo salva.
Il Primario, ammanettato, prende in giro Diego e il commissario di polizia nella sicurezza di essere in breve nuovamente libero per mancanza di prove. Accecato dall'odio, Diego gli si scaglia addosso, precipitando assieme a lui giù dal ponte sul quale aveva avuto luogo la consegna di droga. Entrambi finiscono uccisi.

## Produzione
Per Martani, sceneggiatore di molti dei successi natalizi della coppia Boldi-De Sica e dei due Notte prima degli esami, tutti in coppia con Fausto Brizzi, si tratta dell'esordio alla regia.
Il film vuole riscoprire la tradizione del cinema di genere degli anni settanta italiani, traendo ispirazione anche da molta letteratura noir nostrana. Dalla sceneggiatura, Sandrone Dazieri ha tratto l'omonimo romanzo.

## Distribuzione
Cemento armato è uscito nelle sale italiane il 5 ottobre 2007 distribuito da 01 Distribution.

## Accoglienza
Ha diviso la critica specializzata: dalle critiche molto positive di alcuni quotidiani (la Repubblica, Il Mattino, Il Tempo), si passa ad altre decisamente negative (Corriere della Sera, Il Messaggero, La Stampa).
Nel primo fine settimana ha incassato oltre 400.000 euro, fermandosi a 897.000 euro nell'incasso complessivo.
Il film vince premi presso diversi festival cinematografici, tra cui quelli di Miami e Braunschweig.

## Colonna sonora
La colonna sonora del film comprende testi dei Negramaro, tra cui Senza fiato, tratto dall'album La Finestra, in collaborazione con la cantante irlandese Dolores O'Riordan.